# Camille Vardelle
Camille Vardelle est un ouvrier de la porcelaine, né le 16 août 1885 à Limoges, mort le 17 avril 1905  lors des émeutes ouvrières de 1905 à Limoges.

## Biographie
Camille Vardelle est né à Limoges le 16 août 1885
Employé comme ouvrier dans une usine de porcelaine, il assiste – et peut-être participe - aux émeutes ouvrières de 1905. Il est tué d’une balle – peut-être perdue - dans le jardin d’Orsay.

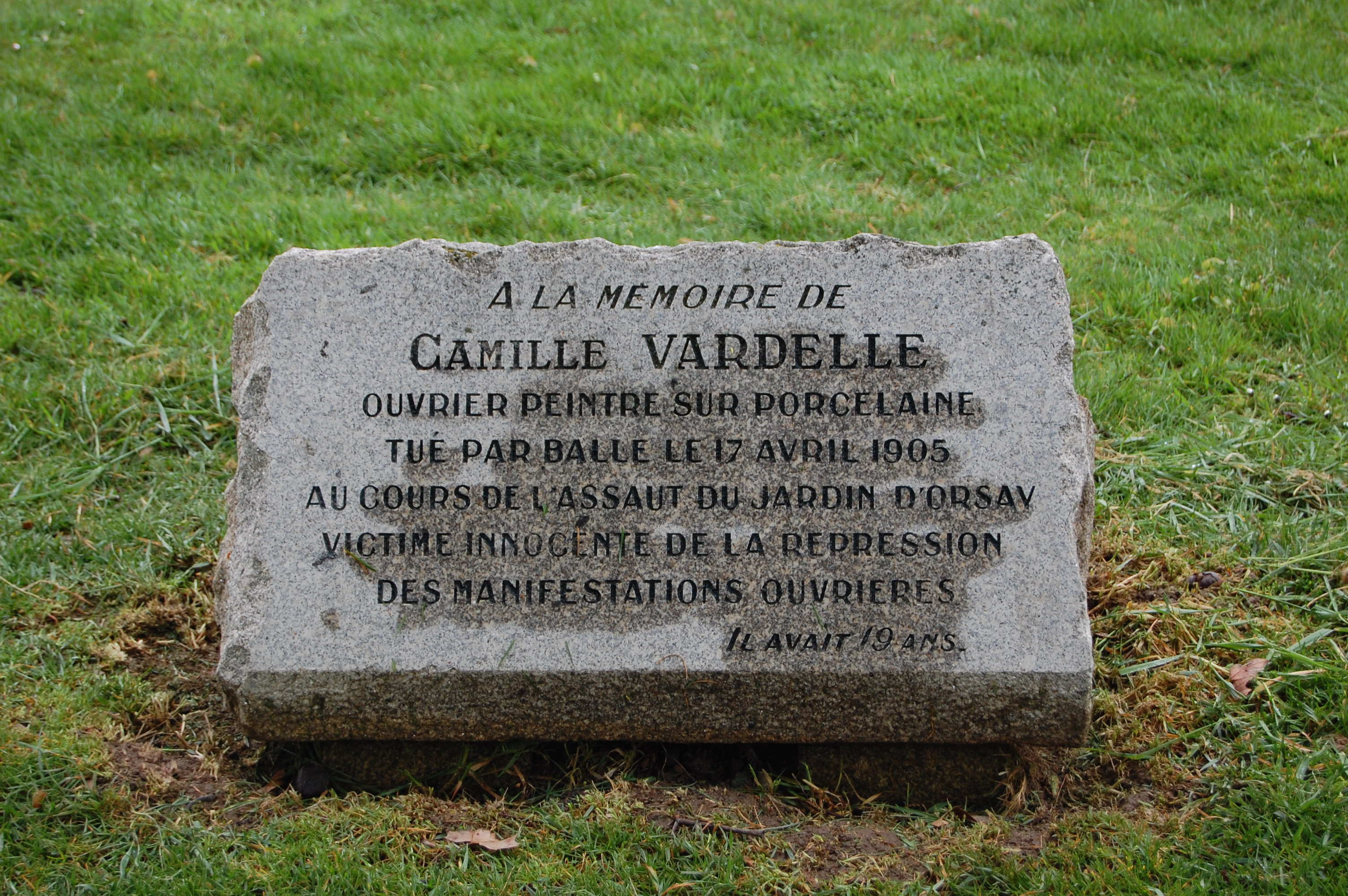
stèle à la mémoire de Camille Vardelle au jardin d'Orsay à Limoges

Il devient le symbole des manifestations ouvrières, et ses funérailles réunissent plusieurs milliers d’ouvriers. Le cortège funèbre s'étire depuis sa maison rive gauche de la Vienne dans le quartier des Ponts jusqu'au cimetière de Louyat au Nord de Limoges
Son cousin, Marcel Vardelle, deviendra un homme politique français, militant CGT puis CGT-FO, député socialiste en Haute-Vienne, conseiller municipal puis adjoint au maire de Limoges durant l'entre-deux-guerres.

## Hommages
Une stèle est érigée en sa mémoire dans le jardin d’Orsay, à Limoges.
Une rue de Panazol porte son nom.
La mort de Camille Vardelle est rapportée dans tous les ouvrages traitant des événements de Limoges.
Elle est romancée par Georges-Emmanuel Clancier

## Discographie
- Rue de la Mauvendière, avec Philippe Destrem, Françoise Étay et Jean-Jacques Le Creurer, 1986 (réédité en 2005 en CD).